# Karin Fransson
Karin Fransson, född den 16 mars 1951 i Weingarten, är en svensk kock. Hon var till och med 2019 köksmästare på Hotell Borgholm på Öland.
Karin Fransson är uppväxt i södra Tyskland men sedan 30 år verksam i Borgholm på Öland. Hon medverkade regelbundet i programmet Meny i Sveriges Radio.

## Utmärkelser
- 1989 Gastronomiska akademiens diplom
- 1992 Lilla sällskapets diplom och matsked
- 1992 Årets ölänning
- 1995 Cajsa Warg-stipendiet
- 1997 Gastronomiska akademiens guldmedalj
- 2000 Gastronomiska akademiens Scanstipendium
- 2001 Gyllene pumpan